# Ápolás

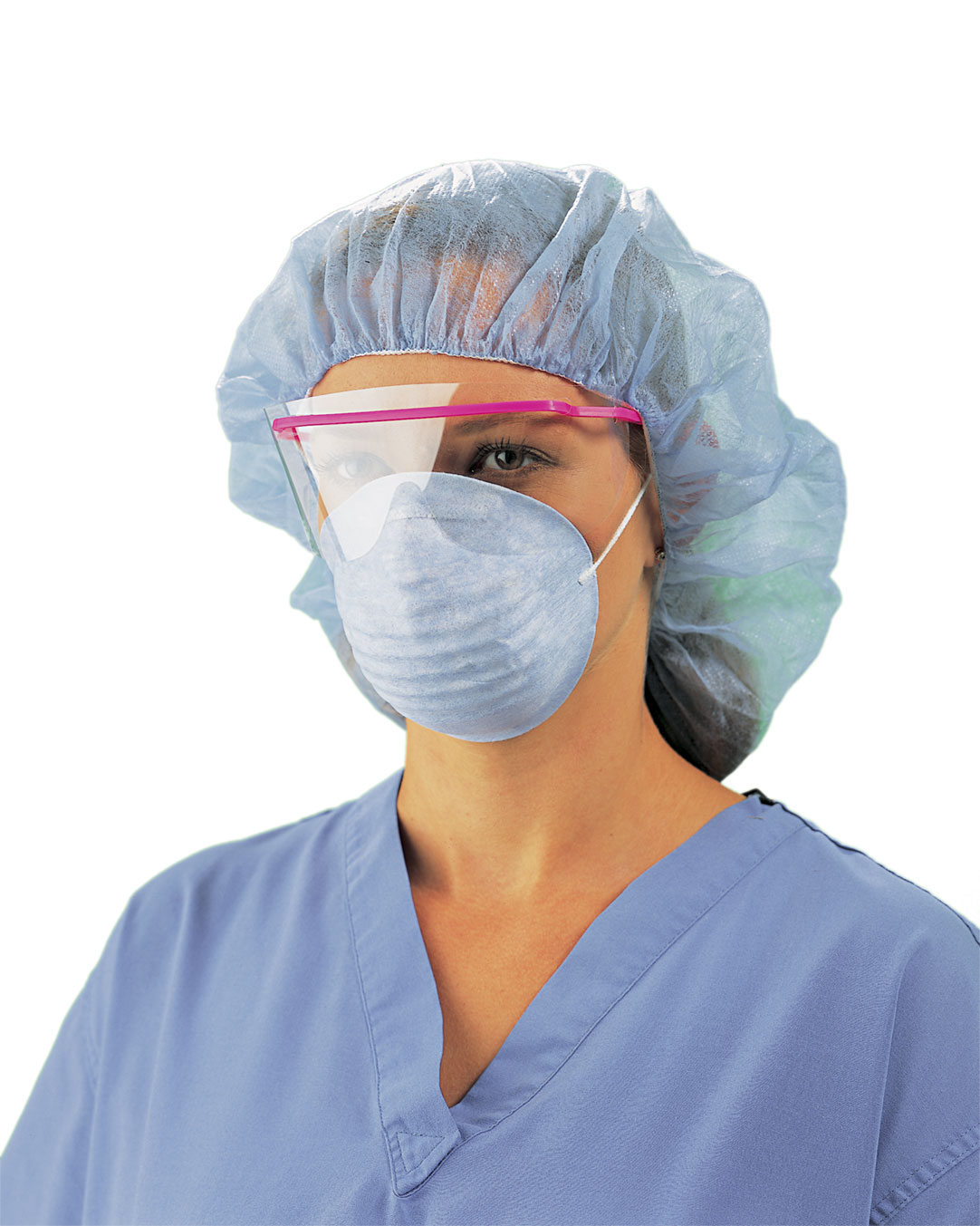
Fertőző betegeket ápoló védőfelszerelésben

Az ápolás az ápoló egyedülálló tevékenysége, mely arra irányul, hogy segítse kliensét mindazon tevékenységek elvégzésében, amelyeket saját maga tenne meg, ha meglenne ahhoz a kellő akarata, ereje vagy tudása. Az ápolást az ápoló olyan módon nyújtja, hogy segítse a gondjaira bízott vagy hozzá forduló személyt teljes önállóságának mielőbbi visszanyerésében vagy függőségének csökkentésében. De jelenti azt is, amikor a már magatehetetlen beteget gondozzuk úgy, hogy az lehetőleg semmiben ne szenvedjen hiányt és a lehető legteljesebb emberi életet élje.

## Az ápolás története
A betegápolás az emberiség létezésével egyidős tevékenység, amelyet eleinte főleg a nők saját közösségükben ösztönös késztetéstől indítva végeztek. Gondoskodtak az élelemmel való ellátásukról, a szálláshelyükről, gyógyításukban pedig a természet adta lehetőségeket – gyógyfüveket, terméseket – hasznosították.

### Ókor
Az ókorban, az egyes ősi kultúrák kialakulásával egyre konkrétabban kezdték meghatározni a betegápolással foglalkozók tevékenységét, feladatait. Számos ókori kultúra mindennapjait a vallás, a vallási hiedelmek, liturgiák jellemezték, így itt a betegség kérdését is a hit oldaláról közelítették meg. Az ókorban végzett ápolási tevékenységről alig maradt ránk írásos emlék, de az jól ismert, hogy ebben az időszakban igen jelentős fejlődések jellemezték a hétköznapi emberek mindennapi életét, hangsúlyt fektettek a higiéniára, és magas színvonalon művelték az oktatást, és az orvoslást is.
Az ókori Egyiptomban élők ugyan a betegségek létrejöttének alapjait nem, de a különféle problémákkal együtt járó panaszokat, jellemző tüneteket elég jól ismerték, és így viszonylag könnyen diagnosztizálták is azokat. Az ebből a korból származó leletek tartalmaznak olyan utalásokat is, amelyekből arra lehet következtetni, hogy az ókori Egyiptomban már alkalmaztak különböző ápolási folyamatokat is.
Asszíria, Babilon vidékén a betegek gyógykezelésüket illetően két lehetőség közül választhattak. Egyik lehetőség a tudományon alapuló medicina, orvoslás volt. Ennek a módszernek az alkalmazása során számos állati és növényi eredetű gyógyszerrel, különféle diétákkal, beöntésekkel, masszázs technikákkal gyógyították a betegeket, és kiemelt hangsúlyt kapott ebben a módszerben a higiénia is. A másik lehetőséget választó betegeket különféle varázsigék, amulettek segítségével próbálták meg jobb állapotba hozni.
Az ókori hinduk világában a rászorulók ápolását, gondozását szigorúan csak a férfiak végezhették. A nők otthonaikon kívül nem végezhettek semmiféle munkát. Mindennapjaikat, és így a betegek gyógykezelését is nagymértékben meghatározta vallásos felfogásuk. A következő idézet – amely a Charaka Samitha című orvosi kéziratból származik – arra mutat rá, hogy az ősi hinduk milyen elvárásokkal voltak azok felé, akik a gyógyításban részt vettek.
"Biztosítani kell egy olyan, jó magaviseletű személyekből álló gondozói testületet, akik szokásaikban megkülönböztetett módon érvényesítik a tisztaságot. … Akik szolgálatban állnak … Akiknek kedvesnek és ügyesnek kell lenniük és képesnek minden olyan szolgálat elvégzésére, melyekre a betegnek szüksége lehet, beleértve a beteg mosdatását, fürösztését is. Nem kevésbé olyannak, hogy rendelkezésre álljanak azoknak, akik betegeskednek soha nem vonakodva attól, hogy bármi olyan dolgot megtegyenek, amit nekik megparancsolnak."
Az ápolás ókori történetének szemlélésekor Kínát sem hagyhatjuk figyelmen kívül. Itt a modern orvoslás kezdete Shen-Nung császár nevéhez kapcsolódik. Ekkortól kezdték alkalmazni a különféle gyógyszeres terápiákat, és a napjainkban is ismert akupunktúrás kezeléseket. Kórházakról, vagy hasonló építményekről kevés említést tesznek az ebből a korból származó források, mivel Kínában erős hagyománya volt a betegek otthoni környezetben való gondozásának, ápolásának.
Az ókori görög illetve római kultúrában már kezdtek megjelenni a különféle kórházszerű épületek, amelyek gyógyforrásokra telepített fürdők, tornatermek, kezelő helyiségek voltak. A rómaiak sebesült vagy beteg katonáikra is nagy figyelmet fordítottak. Az ő ellátásukra mozgó kórházakat, úgynevezett „gyengélkedő táborokat” hoztak létre, amelyek kórtermekből, fürdőkből, gyógyszertárakból valamint a gondozó személyek szálláshelyeiből álltak. Az ápolásban itt is a férfiak kapták a nagyobb szerepet. A nők csak otthonaikban végezhettek ápolást, illetve mint bábák vehettek csak részt az egészségügyi ellátásban. E kor nagy embere, Hippokratész a következőképpen fogalmazta meg az ápolásban részt vevő személyekre vonatkozó elvárásait.
"Bízd meg egyik tanítványodat, olyat, aki képes az instrukciókat nehézség nélkül végrehajtani, és képes a kezelést megfelelőképpen végezni. Válassz olyan valakit, aki már megkapta a bevezetést a szakma rejtelmeibe, hogy minden olyan dolgot el tudjon végezni, amire szükség van, és hogy a kezelést biztonsággal meg tudja adni. Ő azért van ott, hogy megakadályozza, hogy olyan dolgok, melyek a vizitek között történnek, elsikkadjanak. Soha ne bízz meg laikust semmivel, mert ha balszerencsés dolog történik, a felelősség téged fog terhelni, de az eredmény dicsőséget fog neked szerezni."

### A kereszténység első százada
Az egészség, betegség kérdéskörben a Biblia is számos utalást tartalmaz, amelyekből elég tisztán láthatjuk a korra jellemző zsidó szokásokat, egészségügyi ismereteket. Számos betegség pontos leírását fedezhetjük fel benne, illetve ezen betegségek kezelésével, gyógyításával kapcsolatos utasításokat is találunk itt.
A kereszténység első századában a mindennapi életet és a betegápolást egyaránt a hit központi gondolatai – mint a szeretet, a másokhoz való odafordulás, mások segítése – jellemezték. Ez időben az ápolásban, gondozásban két alapelv érvényesült: egyrészt minden embernek gondot kellett viselnie magáról, háza népéről, másrészt a dolgozni képes embereknek javaik egy részét fel kellett ajánlani munkaképtelen társaiknak. A gyógyítást a keresztényi értékek előtérben tartásával a papok végezték. A diakónia intézménye a betegek ellátására is kiterjed, a gondozásban diakónusok illetve diakonisszák is részt vettek. Rájuk nézve azt a feltételt írták el, hogy hatvan év felettiek és özvegyek legyenek. Ez az időszak a kolostorok létrejöttének időszaka is. Sorra alakultak a különféle férfi illetve női rendek, ezzel egy időben pedig kezdett háttérbe szorulni a diakónia intézménye.

### Középkor

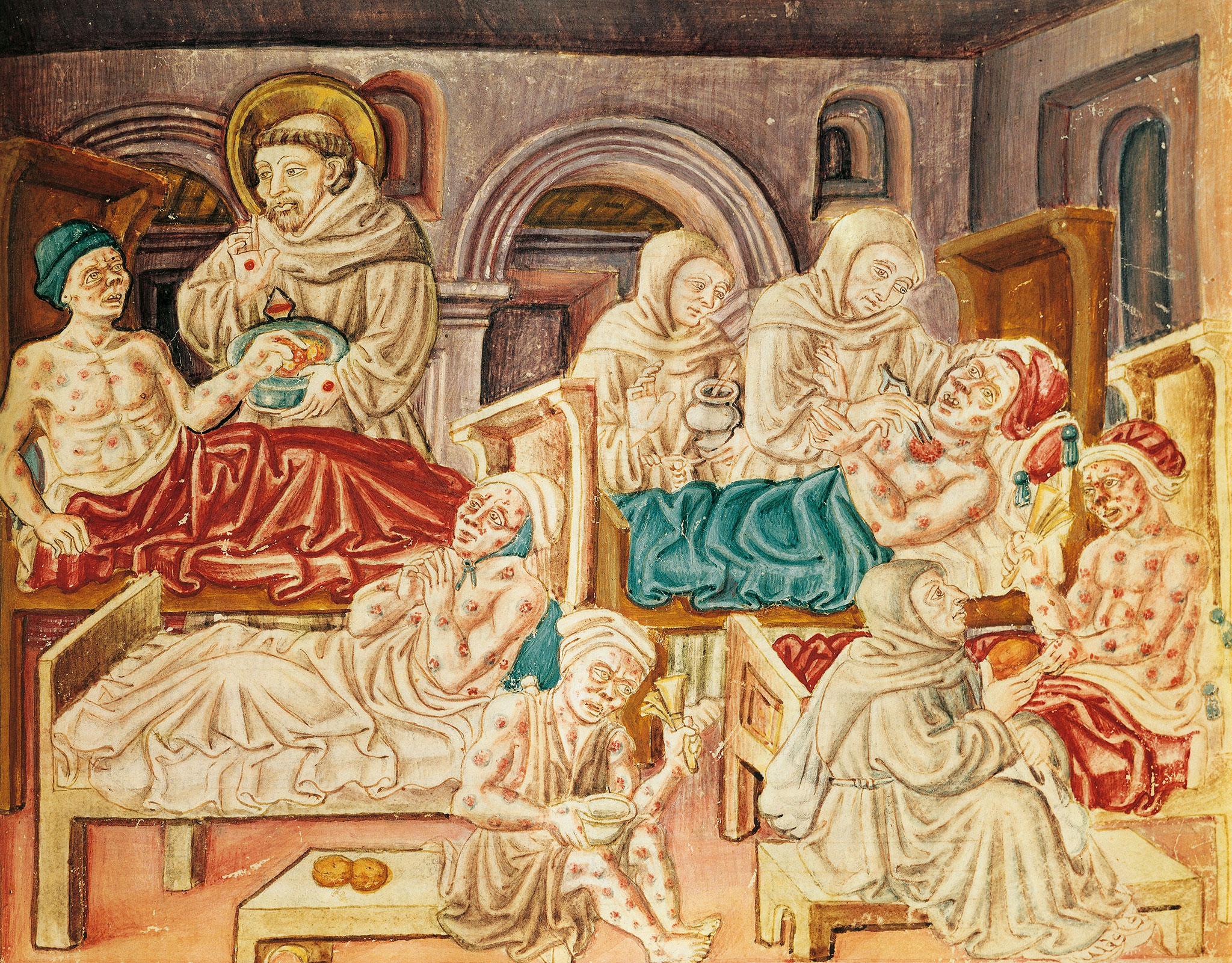
Ferences rendi szerzetesek a pestis áldozatait kezelik egy ispotályban

Az ápolás történetét szemlélve a középkorra a korábban említett diakónia intézménye teljesen megszűnt. Helyette a kolostori betegápolás került előtérbe, az ápolás tevékenységét a szerzetesrendek végezték. Ebben az időszakban mintegy 1800 rend jött létre (Nursiai Szent Benedek rendje, Irgalmas Nővérek Rendje, Szent Lázár Lovagrend, stb.). A kolostorok mellett egyre több kórház jött létre, ahogy a városi élet is egyre népszerűbb lett. A kórházak élére kórházigazgatók kerültek, ők feleltek az anyagi javakért, és az ápolószemélyzet munkájáért. Az ápolók leginkább az ispotályokban tevékenykedő szerzetesek voltak. A kórházigazgatók felett a püspökök álltak, akiknek bármikor jogukban állt a kórházakban ellenőrzést tartani. Ez a jogkör idővel a püspököktől átkerült a városi tanácsok hatáskörébe.

### Újkor
Az újkorban különféle kezdeményezések indultak az ápolás minőségének javítására, ezért néhány kórház szigorú követelményeket állított fel az ápolókkal szemben, amely egyfajta fizikai és mentális alkalmassági vizsgálatot jelentett. Ezzel együtt elindult az ápolás terén a hierarchikus tagozódás, megjelentek az első segédápolók is. Bécsben megjelent az első ápolási tankönyv is. Az ápolást, gondozást nagy részben az idősebbek végezték, és fő céljuk az alapszükségletek kielégítése volt. Az ápolás nem volt elfogadott szakma, csak akkor, ha azt valaki egy vallási felekezet tagjaként végezte.
A következőkben néhány nevesebb személyről olvashatunk, akiknek kiemelkedő szerepük volt az újkorban az ápolás terén.
Elsőként Theodor Fliednert kell megemlítenünk, aki egy protestáns lelkész volt. Saját birtokán kórházat hozott létre, amely idővel már 200 ággyal működött, és felélesztette, megújította a Diakonisszák Templomi Rendjét is.
A XIX. század az ápolás terén is reformokat hozott. Ebben az időben élt, és tevékenykedett Florence Nightingale is, aki a korszerű ápolás, az ápolásoktatás és az ápoláskutatás terén igen jelentős lépéseket tett meg. 25 évesen határozta el magát, hogy ápoló lesz, amivel óriási felháborodást keltett gazdag, arisztokrata családjában. Nagy utazó volt, sok helyen megfordult, így Theodor Fliedner diakonisszaképzőjében is, ahol szoros barátságot kötött a Fliedner házaspárral. 1853-tól aktívan részt vett a krími háború sérült katonáinak ellátásában, és kevesebb mint 2 hónap alatt oly mértékben átszervezte a betegellátás rendszerét, hogy a 40%-os halálozás 2%-ra csökkent a katonák körében. 1860-tól a Szent Tamás (St. Thomas) Kórházban tevékenykedett, ahol elindította az első, tanterv alapján végzett ápolóképzést is. Szervezett 2-3 hónapos tanfolyamokat is azok számára, akik nem akartak teljes mértékben elmerülni az ápolásban, de valahol mégis érdeklődtek e szakma, hivatás iránt.
Florence Nightingale kortársa volt hazánk kiemelkedő ápolója, Kossuth Zsuzsanna, akit bátyja, Kossuth Lajos nevezett ki 1849. április 16-án országos főápolónővé, és egyben az Országos Betegápoló Intézet vezetőjévé is. Az ő nevéhez fűződnek az Országos Nőegyleten belül létrejövő Betegápolónői egyleteket is, amelyeknek tagjai aktívan részt vettek a kórházak munkájában. Munkássága eredményeképpen mintegy 70 teljesen felszerelt, élelemmel és dolgozókkal ellátott tábori kórház alakult Magyarországon.

### Jelenkor
Hazánkban a XX. században további előrelépések is történtek az ápolás, és főleg az oktatás terén. 1920-ban a debreceni, a budapesti, a pécsi és a szegedi egyetemek orvosi karai mellett felállították az Ápoló- és Védőnőképző Intézeteket is, amelyekben a hallgatók 2 éves képzés után állami oklevelet kaptak. 1950-ben, az Egészségügyi Minisztérium megalakulása után az ápolókat 2 illetve 3 éves egészségügyi szakiskolai keretek között képezték. 1960 körül az oktatás újabb reformját követően már egészségügyi szakközépiskolában is végeztek ápolóképzést. 1989-ben a budapesti Orvostovábbképző Egyetem Egészségügyi Főiskolai Karán elindították a diplomás ápolói szakot, 2000-től pedig először Pécsett, majd Budapesten is elindul az egyetemi (okleveles) ápolóképzés.
2006-ban a Bolognai-folyamat érvénybe lépése után 4 év alatt (8 félév) szerezhető BSc Ápolói diploma, utána van lehetőség az ápoló mesterképzésre is jelentkezni, ami MSc diplomát, vagyis egyetemi szintű diplomát ad.
Hazánkban jelenleg hat egyetemen van lehetőség ápolónak tanulni: A Pécsi Tudományegyetemen, Miskolci Egyetemen, Debreceni Egyetemen, Széchenyi István Egyetemen, Szegedi Tudományegyetemen,és a Szent István Egyetemen.
Szintén 2006-ban indult a Pécsi Tudományegyetemen az Egészségtudományi doktori iskola, melynek keretein belül az Egyetemi okleveles és az Msc diplomával rendelkező ápolók doktori címet, PhD fokozatot szerezhetnek.
Továbbra is folynak ápolói szakképzések az egészségügyi szakiskolákban és az egészségügyi szakközépiskolákban.